# Lindsley Register
Lindsley Register (Blue Ridge Mountains, 5 de noviembre de 1993) es una actriz, productora y escritora estadounidense. Es conocida por su papel de Laura en The Walking Dead, y como Dharma en  Six. También ha aparecido en un episodio de House of Cards.

## Primeros años y educación
Register nació y creció en Blue Ridge Mountains de Virginia, Estados Unidos. Se crio con dos hermanos mayores y una hermana menor. Ella fue a Liberty University, y no fue hasta que Register abandonó una especialización en Enseñanza del Inglés como Segundo Idioma durante la universidad que comenzó a tomar en serio la actuación. Register tuvo una educación bautista conservadora muy tradicional. Durante la universidad, Register comenzó a actuar en obras de teatro y esto la enamoró de la actuación; se dio cuenta de que esto era algo que quería perseguir. Actuar realmente amplió sus puntos de vista y mentalidad; le hizo pensar desde una perspectiva diferente, en lugar de la suya, que fue criada con toda su vida. Tener una figura Finalmente se graduó con una doble especialización en actuación teatral y educación teatral, y no tardó mucho en comenzar a trabajar en la industria. En su primer año, obtuvo un agente y obtuvo papeles en múltiples espectáculos y películas. de mentor realmente la ayudó con este cambio.

## Carrera
Durante su primer año después de graduarse de la universidad, Register recibió un papel coprotagonista en el episodio 404 def House of Cards, interpretando a una chica de los manifestantes enfrente a Kevin Spacey. Esto la ayudaría a obtener varios papeles más en películas independientes y otros programas notables, como "The Haves and the Have Nots", donde interpreta a Karen y Outcast.  Her first series regular role came in the new History channel series Six.  Más recientemente, se hizo conocida por su papel de Laura en " The Walking Dead". Register se unió al elenco de  The Walking Dead  durante la séptima temporada del programa, y ha sido parte del programa desde entonces. En un video de YouTube publicado durante la producción de la octava temporada, Register reveló que ser llamada a "The Walking Dead" fue uno de los desafíos y momentos más terroríficos pero emocionantes de su carrera. En ese vídeo, ella explicó cuán grande fue el avance con el conjunto de producción masiva, especialmente con el personaje de Laura en sus palabras "un tramo de quien soy naturalmente". Sin embargo, nada de esto dañaría su desempeño. El 14 de noviembre de 2018, Register anunció en su página Facebook que ella era parte de la película  Scorn , que se lanzará a finales de este año. Además de la carrera de actuación de Register, Register también es productora y escritora, y trabaja como escritora y productora ejecutiva de los cortometrajes "Morsus" y "Ave Maria". También es la productora ejecutiva de la película  Scorn , en la que también es uno de los actores principales.

## Filmografía
| Año       | Título                      | Rol              |
| --------- | --------------------------- | ---------------- |
| 2019      | Juanita                     | Candice          |
| 2019      | The Haves and the Have Nots | Karen            |
| 2017–2018 | Six                         | Dharma           |
| 2017      | Extraordinary               | Allison          |
| 2017      | Altar Egos                  | Holly            |
| 2017      | Unbridled                   | Stacy            |
| 2017      | Outcast                     | Devota religiosa |
| 2016–2021 | The Walking Dead            | Laura            |
| 2016      | Legends & Lies              | Viuda neoyersina |
| 2016      | The Lost Day                | Lisa Pond        |
| 2016      | God's Compass               | Jane             |
| 2016      | House of Cards              | Protestante      |
| 2016      | The Wages of the Sin        | Rebecca          |
| 2015      | Morsus                      | Lena Stiles      |
| 2015      | Uncommon                    | Melissa          |
| 2015      | Ave Maria                   | Maria Gibbons    |
| 2015      | Tell me Anything            | Stacy            |
| 2014      | Spanish Gold                | Penny            |
| 2014      | No Mercy                    | Peggy Wiltz      |
| 2014      | What If I Told You          | Madison          |